# Vincentius av Lerinum
Vincentius av Lerinum (Vincentius Lerinensis), född i Gallien, död där omkring 450 som munk i klostret på Saint-Honorat, en av öarna i Lerinernas ögrupp i Medelhavet, var en fornkyrklig teolog.